# Fenusa pusilla
Fenusa pusilla är en stekelart som först beskrevs av Amédée Louis Michel Lepeletier.  I den svenska databasen Dyntaxa används istället namnet Fenusa pumila. Fenusa pusilla ingår i släktet Fenusa och familjen bladsteklar. Arten är reproducerande i Sverige. Inga underarter finns listade i Catalogue of Life.